# سینما کارون
سینما کارون از سینماهای قدیمی تهران است. این سینما در نوروز ۱۳۳۷ با مدیریت فریبرز اسفندیاری در دو سالن با ظرفیتی بالغ بر ۸۲۰ نفر افتتاح شد. این سینما دارای درجه کیفیت «ممتاز» می‌باشد. سینما کارون در خیابان رودکی (سلسبیل)، نرسیده به خیابان دامپزشکی قرار دارد.
سینما کارون در محلی واقع است که دو سینما به نام‌های «سینما خرم» و «سینما المپیا» نیز در اطراف آن وجود دارد. در سال‌های اخیر سینما المپیا و خرم به دلیل استقبال کم و امکانات قدیمی تعطیل شدند اما سینما کارون بعد از بازسازی و مدرن شدن توانست خود را از تعطیلی نجات دهد.